# Colletes conradti
Colletes conradti är en biart som beskrevs av Noskiewicz 1936. Colletes conradti ingår i släktet sidenbin, och familjen korttungebin. Inga underarter finns listade i Catalogue of Life.